# Formigueret de capell
El formigueret de capell (Herpsilochmus atricapillus) és una espècie d'ocell de la família dels tamnofílids (Thamnophilidae) que habita la zona Neotropical.

## Hàbitat i distribució
Habita boscos i matolls de les terres baixes de l'est i sud-est de Bolívia, nord-oest de l'Argentina, el Paraguai i sud i est del Brasil.

## Taxonomia
L'espècie recentment descrita, Herpsilochmus stotzi, era considerada una població de Herpsilochmus atricapillus.